# Elizabeth Sthreshley Townsend
Elizabeth Sthreshley Townsend (mất năm 1919) là nhà phát minh người Mỹ sở hữu bằng sáng chế về nhiều phát minh. Bà nổi tiếng nhờ việc phát minh ra máy gõ ký hiệu chấm câu, một loại máy đánh chữ nổi.
Townsend chào đời tại Vicksburg, Mississippi và chuyển đến sinh sống tại Texas lúc còn nhỏ. Bà tốt nghiệp Học viện Bình thường Sam Houston năm 1886, và sớm bắt đầu đảm nhận việc giảng dạy khoa văn học của Trường Người mù và Khiếm thị Texas. Năm 1889, bà nhận bằng sáng chế về chiếc máy đánh chữ nổi đầu tiên. Townsend góp sức tiếp thị loại máy này rất nhiều, bán mười hai chiếc cho Trường Người mù Texas với chi phí khoảng 2.000 đô la Mỹ cho mỗi chiếc máy đánh chữ. Năm 1892, Townsend được trao bằng sáng chế về bảng viết màu xám đen cũng dành cho người mù.
Năm 1894, Townsend cưới nhiếp ảnh gia người Texas tên là George Townsend. Bà rời trường Texas dành cho người mù cùng năm, và bắt đầu làm việc trong studio chụp ảnh của chồng mình nằm trên Đại lộ Quốc hội. Bà đã học cách sử dụng thiết bị tia X khi George tiếp nhận thiết bị này. Về sau bà vào làm việc tại Torbett Sanatarium cho đến khi qua đời năm 1919.